# Edgardo Cassani
Edgardo Cassani (Parma, 9 marzo 1868 – Parma, 28 settembre 1936) è stato un clarinettista, direttore d'orchestra e compositore italiano.
Fu un solista assai rinomato e nella sua città natale svolse anche la professione di direttore d'orchestra, presso la Società dei Concerti, al Circolo Artistico, dove dal 1894 era anche Presidente e dal 1896 anche al Teatro di San Giovanni.

## Biografia
Fratello minore del direttore d'orchestra Arturo, entrò ad 11 anni di età nel 1879, alla Regia Scuola di Musica di Parma, e si iscrisse agli studi di clarinetto nella classe del Maestro Virginio Ferrari. Molto bravo nel suo strumento fin dai primi anni, veniva soprannominato "Maestrino" dal suo insegnante e dai suoi compagni di corso.

Nel 1886, si diplomò a pieni voti con lode, oltre che a vincere un premio in denaro, lasciato dal Maestro Barbacini per il migliore allievo della classe di clarinetto. Nell'anno in cui si diplomò, si rese libero il posto di docente nella classe di clarinetto e lui lo accettò subito.

Nel 1890, vinse il Concorso Nazionale per il posto da docente e fu assegnato al Conservatorio di Parma, dove insegno fino al 1935. Particolare curioso fu che nella sua classe, dal 1916 al 1923, studiò e si diplomò il virtuoso clarinettista Ferruccio Gonizzi.

## Composizioni
- Grandioso ballo fantastico in tre quadri
- Il trionfo della scienza, prima assoluta diretta da lui
- Il maestro di cappella, prima assoluta a Parma, Teatro della Varietà 4 giugno 1896
- Tramelogedia ossia l'arte di far libretti, operetta, scritta per la cerimonia d'imberrettamento delle matricole, parole di Antonio Ghislanzoni, diresse la prima assoluta, l'allora allievo Amilcare Zanella, orchestra di docenti e allievi del Conservatorio Cittadino, Teatro Regio di Parma maggio 1891, 2 recite.
- Gilda e florindo ossia Studie ed amori, operetta, libretto di Veracini e Campolonghi, Parma, Teatro Regio 7 maggio 1897
- Il trionfo della scienza alias Sofonikìa, Parma Teatro San Giovanni 27 novembre 1896
- Fondo della banda della Guardia Nazionale
- La Moraccina, mazurka per banda

| Controllo di autorità | VIAF (EN) 8645154387401130970003 · LCCN (EN) no2018161002 |